# Aiouea
Aiouea Aubl. es un género neotropical de árboles y arbustos la familia Lauraceae, que se distribuye desde México, América Central y el Caribe hasta el sur de Brasil y Argentina. presentando una mayor concentración de especies en el norte de Centroamérica y Brasil

## Especies
El género Aiouea se compone de alrededor de 78 especies que incluyen las especies de circunscripción tradicional del género y las especies americanas que previamente se reconocían en los géneros Cinnamomum Schaeff. y el monotípico Mocinnodaphne Lorea-Hern, incluyendo:
- Aiouea acarodomatifera, Kostermans VU
- Aiouea angulata, Kosterm.
- Aiouea barbellata Kosterm., 1938
- Aiouea benthamiana, Mez VU
- Aiouea bracteata, Koster. VU
- Aiouea costaricensis (Mez) Kosterm.
- Aiouea dubia (Kunth) Mez
- Aiouea grandifolia van der Werff
- Aiouea guatemalensis, (Lundell) Renner EN B1ab(iii)
- Aiouea guianensis Aubl.
- Aiouea impressa (Meisn.) Kosterm.
- Aiouea inconspicua van der Werff
- Aiouea laevis (Nees ex Mart.) Kosterm.
- Aiouea lehmannii, (O.C.Schmidt) Renner VU
- Aiouea longipetiolata van der Werff
- Aiouea macedoana, Vattimo VU
- Aiouea maguireana (C.K.Allen) Renner
- Aiouea myristicoides Mez
- Aiouea obscura, van der Werff
- Aiouea opaca van der Werff
- Aiouea parvissima, (Lundell) Renner EN B1ab(iii)
- Aiouea piauhyensis (Meisn.) Mez
- Aiouea saligna Meisn.
- Aiouea talamancensis W.C.Burger
- Aiouea tomentella (Mez) Renner
- Aiouea trinervis Meisn.
- Aiouea vexatrix van der Werff, 1988